# Port Washington (Ohio)
Pour les articles homonymes, voir Port Washington.
Port Washington est un village américain situé dans le comté de Tuscarawas, dans l'Ohio. Selon le recensement de 2010, sa population est de 569 habitants.